# Enrico Despenser
Enrico Despenser (North Elmham, 1341 circa – North Elmham, 23 agosto 1406) è stato un nobile e vescovo cattolico inglese a capo della diocesi di Norwich.
Aveva la fama di "vescovo guerriero", un appellativo in parte guadagnato dal suo impegno nel reprimere la rivolta dei contadini in a Anglia orientale nell'estate del 1381.

## Biografia
Da giovane studiò all'Università di Oxford e ricoprì numerosi incarichi nella chiesa. Combatté in Italia prima di essere consacrato vescovo nel 1370. Il Parlamento inglese accettò di consentirgli di condurre una crociata nelle Fiandre nel 1383, contro Luigi II delle Fiandre, un sostenitore dell'antipapa Clemente VII. Questa crociata (chiamata crociata di Despenser) fu in realtà intrapresa in difesa degli interessi economici e politici inglesi, nel più ampio contesto della guerra dei cent'anni. Sebbene ben finanziata, la spedizione fu scarsamente equipaggiata e risultò priva di un'adeguata leadership militare. Dopo i primi successi, un disastroso tentativo di assediare la città di Ypres costrinse Despenser a fare ritorno in Inghilterra. Al suo rientro dovette difendersi dalle accuse del Parlamento. Le sue proprietà vennero confiscate da Riccardo II d'Inghilterra, ma poi restituitegli nel 1385, l'anno in cui accompagnò il re verso nord per respingere una potenziale invasione francese della Scozia.
Despenser fu un amministratore energico e capace che difendeva fermamente la sua diocesi contro i lollardi. Nel 1399, fu tra coloro che stavano a fianco di Riccardo, in seguito allo sbarco di Enrico di Bolingbroke nello Yorkshire. Per il suo rifiuto di venire a patti con quest'ultimo venne arrestato.

## Ascendenza
|                                    |                    |                                           | Genitori                                                |  |  | Nonni |  |  | Bisnonni                                 |  |  | Trisnonni                                 |  |
|                                    |                    |                                           |                                                         |  |  |       |  |  | Hugh le Despenser, I conte di Winchester |  |  | Hugh le Despencer, II barone le Despencer |  |
|                                    |                    |                                           |                                                         |  |  |       |  |  | Hugh le Despenser, I conte di Winchester |  |  | Hugh le Despencer, II barone le Despencer |  |
|                                    |                    | Aliva Basset                              |                                                         |  |  |       |  |  | Hugh le Despenser, I conte di Winchester |  |  |                                           |  |
| Hugh Despenser il Giovane          |                    |                                           |                                                         |  |  |       |  |  | Hugh le Despenser, I conte di Winchester |  |  |                                           |  |
|                                    |                    | Isabella de Beauchamp                     | William de Beauchamp, IX conte di Warwick               |  |  |       |  |  |                                          |  |  |                                           |  |
|                                    |                    | Isabella de Beauchamp                     | William de Beauchamp, IX conte di Warwick               |  |  |       |  |  |                                          |  |  |                                           |  |
|                                    |                    | Isabella de Beauchamp                     | Maud FitzJohn, contessa di Warwick                      |  |  |       |  |  |                                          |  |  |                                           |  |
| Edward le Despenser                |                    | Isabella de Beauchamp                     |                                                         |  |  |       |  |  |                                          |  |  |                                           |  |
|                                    |                    | Gilbert de Clare, VII conte di Gloucester | Richard de Clare, VI conte di Gloucester                |  |  |       |  |  |                                          |  |  |                                           |  |
|                                    |                    | Gilbert de Clare, VII conte di Gloucester | Richard de Clare, VI conte di Gloucester                |  |  |       |  |  |                                          |  |  |                                           |  |
|                                    |                    | Gilbert de Clare, VII conte di Gloucester | Maud de Lacy, contessa di Hertford e Gloucester         |  |  |       |  |  |                                          |  |  |                                           |  |
| Eleanor de Clare                   |                    | Gilbert de Clare, VII conte di Gloucester |                                                         |  |  |       |  |  |                                          |  |  |                                           |  |
|                                    |                    | Giovanna Plantageneta                     | Edoardo I d'Inghilterra                                 |  |  |       |  |  |                                          |  |  |                                           |  |
|                                    |                    | Giovanna Plantageneta                     | Edoardo I d'Inghilterra                                 |  |  |       |  |  |                                          |  |  |                                           |  |
|                                    |                    | Giovanna Plantageneta                     | Eleonora di Castiglia                                   |  |  |       |  |  |                                          |  |  |                                           |  |
| Henry le Despenser                 |                    | Giovanna Plantageneta                     |                                                         |  |  |       |  |  |                                          |  |  |                                           |  |
|                                    | William de Ferrers | Guglielmo di Ferrers, V conte di Derby    |                                                         |  |  |       |  |  |                                          |  |  |                                           |  |
|                                    | William de Ferrers | Guglielmo di Ferrers, V conte di Derby    |                                                         |  |  |       |  |  |                                          |  |  |                                           |  |
|                                    | William de Ferrers | Margaret de Quincy                        |                                                         |  |  |       |  |  |                                          |  |  |                                           |  |
| William, I barone Ferrers di Groby | William de Ferrers |                                           |                                                         |  |  |       |  |  |                                          |  |  |                                           |  |
|                                    |                    | Anne Durward                              | Alan Durward, giudice di Scozia                         |  |  |       |  |  |                                          |  |  |                                           |  |
|                                    |                    | Anne Durward                              | Alan Durward, giudice di Scozia                         |  |  |       |  |  |                                          |  |  |                                           |  |
|                                    |                    | Anne Durward                              | Marjory (figlia illegittima di Alessandro II di Scozia) |  |  |       |  |  |                                          |  |  |                                           |  |
| Anne Ferrers di Groby              |                    | Anne Durward                              |                                                         |  |  |       |  |  |                                          |  |  |                                           |  |
|                                    |                    | John Segrave, II barone Segrave           | Nicholas Segrave, I barone Segrave                      |  |  |       |  |  |                                          |  |  |                                           |  |
|                                    |                    | John Segrave, II barone Segrave           | Nicholas Segrave, I barone Segrave                      |  |  |       |  |  |                                          |  |  |                                           |  |
|                                    |                    | John Segrave, II barone Segrave           | Maud de Lucy                                            |  |  |       |  |  |                                          |  |  |                                           |  |
| Ellen de Seagrave                  |                    | John Segrave, II barone Segrave           |                                                         |  |  |       |  |  |                                          |  |  |                                           |  |
|                                    |                    | Christiane du Plessis                     | Hugh du Plessis                                         |  |  |       |  |  |                                          |  |  |                                           |  |
|                                    |                    | Christiane du Plessis                     | Hugh du Plessis                                         |  |  |       |  |  |                                          |  |  |                                           |  |
|                                    |                    | Christiane du Plessis                     | Isabel Bisset                                           |  |  |       |  |  |                                          |  |  |                                           |  |
|                                    |                    | Christiane du Plessis                     |                                                         |  |  |       |  |  |                                          |  |  |                                           |  |